# Daniel Cormier
Daniel Ryan Cormier, (født den 21. marts 1979 i Lafayette, er en amerikansk MMA-udøver og før dette olympisk bryder som siden 2013 har konkurreret i organisationen Ultimate Fighting Championship hvor han siden den 23. maj 2015 har været mester i letsværvægt og siden 7. juli 2018 også mester i sværvægt. Da han vandt sværvægtstitlen blev han en af de eneste udøvere i organisationens historie til samtidig at være indehaver af en verdensmestertitel i to vægtklasser. Cormier konkurrerede tidligere i Strikeforce hvor han i 2012 vandt Strikeforce Heavyweight Grand Prix.

## Karriæere

### Brydning
Inden MMA-karrieren konkurrerede Cormier i fristilsbryning. Ved verdensmesterskabet i brydning fik Cormier i 2003 femteplads og en tredjeplads i 2007. Han vandt de panamerikanske lege i 2003 og det panamerikanske mesterskab i 2002 og 2003. Cormier deltog i sværvægt i fristilsbrydning for herre ved de olympiske lege i 2004 i Athen, hvor han fik fjerdepladsen efter at have tabt bronzekampen mod Alireza Heidari. Ved de olympiske lege i 2008 i Peking blev Cormier valgt som holdkaptajn for det amerikanske brydnings-hold. Han blev dog ramt af nyresvigt og var tvunget til at trække sig ud af dysterne. Efter dette konkurrerede Cormier aldrig mere i brydning.

### MMA
Den 25. september 2009 gjorde Cormier sin debut i MMA i organisationen Strikeforce. Cormier vandt kampen via TKO og vandt efter dette yderligere 6 kampe i forskellige organisationer inden han som erstatning for Alistair Overeem fik chancen for at deltage i Strikeforce Heavyweight Grand Prix. Cormiers modstander i semifinalen blev Antônio Silva, som i turneringens første omgang havde besejret Fjodor Jemeljanenko. Cormier og Silva mødtes den 10 september 2011 og Cormier vandt kampen via KO i den første omgang.
I turneringens finale mødtes Cormier og Josh Barnett den 19. maj 2012. Cormier vandt kampen via dommerstemmerne og fik dermed sin første titel i MMA.
Cormier vandt efter dette yderligere en kamp i Strikeforce inden han debuterede i organisationen UFC mod Frank Mir på UFC on Fox: Henderson vs. Melendez den 20. april 2013. Cormier vandt kampen via dommerstemmerne. Næste modstander blev Roy Nelson den 19. oktober 2013 på UFC 166. Også denne kamp vandt Cormier via dommerstemmerne.
For at undgå at mødes træningskammeraten og sværvægteren Cain Velasquez valgte Cormier i 2014 at gå ned i vægtklassen letsværvægt. Første kamp blev mod Patrick Cummins på UFC 170 den 22. februar i 2014 og Cormier vandt via TKO i den første omgang. På UFC 173 den 24. maj 2014 mødtes Cormier og Dan Henderson. Cormier vandt kampen via teknisk submission i tredje omgang.
Den 3. januar 2015 mødtes Cormier og den regerende mester Jon Jones på UFC 182 i en titelkamp i letsværvægt. Jones vandt kampen via dommerstemmerne. Den 28. april 2015 meddelte UFC, at Jones tabte titel og blev sat i karantæne på ubestemt tid efter at have være indblandet i trafikulykke
Cormier og Anthony Johnson mødtes på UFC 187 den 23. maj, 2015 i en titelkamp om den ledige verdensmestertitel. Cormier vandt kampen via submission i den tredje omgang og blev dermed ny mester i vægtklassen.
Cormier forsvarede titlen ved at besejre svenske Alexander Gustafsson via dommerstemmer på UFC 192 den 3. oktober, 2015. Den 9. juli 2016 mødtes Cormier og Anderson Silva på UFC 200. Cormier vandt kampen via dommerstemmerne.
På UFC 210 den 9. april 2017 mødtes Cormier og Anthony Johnson for anden gang. Cormier for svarede verdensmesterskabstitlen ved endnu en gang besejre Johnson via submission – denne gang i 2. omgang.
Den 29. juli 2017 mødtes Cormier og Jon Jones i en titelkamp på UFC 214. Jones vandt kampen via KO i tredje omgang. Efter kampen blev Jones taget i en dopingkontrol og den 13. september, 2017 meddekrw California State Athletic Commission at kampresultatet blev ændret til No contest da man bekræftede at Jones benyttede sig af anabolske steroider. I samband med detta meddelade UFC att mästartiteln återförs till Cormier.
Cormier og Volkan Özdemir mødtes på UFC 220 den 20. januar, 2018. Cormier vadt kampen via TKO i 2. omgang.
På UFC 226 den 7. juli 2018 mødtes Cormier og Stipe Miocic i en titelkamp i sværvægt. Cormier vandt kampen via KO i 1. omgang og blev dermed en af de eneste 2 udøvere i organisationens historie til at være indehaver af 2 verdensmesterskabstitler på samme tid.

## Privatliv
Cormier og en tidligere kæreste havde en datter, der døde i en bilulykke i den 14. juni 2003. Han har tidligere været gift.
Den 16. februar 2011 fik han og hans forlovede Salina en søn, Daniel Jr., der også træner amatørbrydning ved AKA, hvor Daniel Sr. er assistenttræner. Den 4. marts 2012 fik Cormier og hans forlovede en datter og i juni 2017 blev Cormier og Salina gift.
Cormier er kendt for at være en dedikeret fan af New Orleans Saints og professionel brydning.